# Глевіле
Глевіле (рум. Glăvile) — село у повіті Вилча в Румунії. Адміністративний центр комуни Глевіле.
Село розташоване на відстані 160 км на захід від Бухареста, 36 км на південний захід від Римніку-Вилчі, 60 км на північний схід від Крайови, 147 км на південний захід від Брашова.

## Населення
За даними перепису населення 2002 року у селі проживали 1272 особи, з них 1268 осіб (99,7%) румунів. Рідною мовою 1268 осіб (99,7%) назвали румунську.